# Mohamad Eizlan Dahalan
Mohamad Eizlan Dahalan (* 5. September 1999) ist ein malaysischer Leichtathlet, der sich auf den Hochsprung spezialisiert hat.

## Sportliche Laufbahn
Erste internationale Erfahrungen sammelte Mohamad Eizlan Dahalan im Jahr 2022, als er bei den Südostasienspielen in Hanoi mit übersprungenen 2,18 m die Bronzemedaille hinter dem Thailänder Kobsit Sittichai und seinem Landsmann Nauraj Singh Randhawa gewann. Im August gewann er dann bei den Islamic Solidarity Games in Konya mit 2,14 m die Bronzemedaille hinter dem Katari Hamdi al-Amin und Fatak Bait Jaboob aus dem Oman. Im Jahr darauf belegte er bei den Südostasienspielen in Phnom Penh mit 2,15 m den vierten Platz im Hochsprung und gewann mit der malaysischen 4-mal-100-Meter-Staffel in 39,36 s die Bronzemedaille hinter den Teams aus Indonesien und Thailand.
In den Jahren 2019, 2021 und 2022 wurde Mohamad Eizlan malaysischer Meister im Hochsprung.

## Persönliche Bestleistungen
- Hochsprung (Freiluft): 2,18 m, 18. Mai 2022 in Hanoi